# 1 William Street
Le 1 William Street est un gratte-ciel de 260 mètres construit en 2016 à Brisbane en Australie. 
L'architecte est l'agence australienne Woods Bagot.